# Franz Schreiner (Fußballspieler)
Franz Schreiner (* 15. April 1964) ist ein ehemaliger deutscher Fußballspieler und Trainer, der in der Saison 1989/90 für die SpVgg Unterhaching in der 2. Fußball-Bundesliga spielte.

## Leben und Karriere
Schreiner spielte in der A-Klasse für DJK Titting, ehe er zum MTV Ingolstadt wechselte. Für den Klub spielte er in der Bayernliga und wollte im Sommer 1988 innerhalb der Liga zum Meister SpVgg Unterhaching wechseln, erhielt jedoch zunächst keine Freigabe. Im November des Jahres schloss er sich dem Münchner Vorstadtklub an, wo er zunächst gesperrt war und nach Spielberechtigung Ende Februar 1989 gegen die SpVgg Weiden debütierte. Am Ende der Bayernliga-Spielzeit 1988/89 stieg er mit der von Karsten Wettberg trainierten Mannschaft in die 2. Bundesliga auf. Sein Profidebüt gab er am ersten Spieltag gegen den SC Freiburg in der 2. Fußball-Bundesliga, als er in der 66. Spielminute für Thomas Grosser eingewechselt wurde. Er wurde auf verschiedenen Positionen eingesetzt, hauptsächlich im Mittelfeld oder in der Defensive. Am 3. August 1990 wurde er als Innenverteidiger in der 1. Runde des DFB-Pokals gegen den FC Schalke 04 eingesetzt und spielte volle 90 Minuten. Nach dem Abstieg aus der 2. Liga absolvierte Schreiner für Unterhaching in der Saison 1990/91 weitere 12 Spiele in der Bayernliga, fiel aber lange Zeit verletzt aus. 1992 wechselte er zum ESV Ingolstadt und ein Jahr später kehrte er zum MTV Ingolstadt zurück. Nachdem er zwischenzeitlich den Klub verlassen hatte, kehrte er Anfang 1996 nochmals zurück.
In der Saison 1998/99 wurde er vom VfB Eichstätt als Spielertrainer verpflichtet. Unter seiner Führung gelangen innerhalb von drei Jahren zwei Aufstiege bis in die Kreisliga.